# マリケン記号
マリケン記号とは、点群の既約表現を表す記号のひとつである。分子などを扱う場合に便利なように工夫してある。

## ルール
| 記号 | 次数 |
| ---- | ---- |
| A, B | 1    |
| E    | 2    |
| T    | 3    |

- 1次元の表現は全てAまたはBで示す。主軸である{\displaystyle C_{n}}軸のまわりに{\displaystyle 2\pi /n}回転した時に元と重なる（指標が1）ようなときにはAで示し、同じ操作で元と反対称（指標が-1）になるものはBで示す。
添字の1と2は，AやBにつけるときは、それぞれ主軸に垂直な{\displaystyle C_{2}}軸（そのようなC2軸がないときは主軸を含む対称面）に対して対称であれば'1を、反対称であれば2をつける。
- 2次元の表現はEで、3次元の表現はTで示す。

数学的には「次元」としてマトリックスの次数を示すが、化学的には軌道や状態の縮退度に対応すると考えるとわかりやすい。EやTにつける添字は指標表のコンテンツからは直接決まらないので、一般的には任意の記号と考えて差し支えない。
|        | Cn | C'2またはσv | σh | i |
| 対称   | A  | 1           | '  | g |
| 反対称 | B  | 2           | "  | u |

- A'やB"などの「プライム」は、{\displaystyle \sigma _{h}}面に対して対称的ならば（'）を，反対称的ならば（”）をつける。
- 対称中心を持つ場合、反転対称（gerade）ならgを，反転反対称（ungerade）ならばuをつける。対称中心が無ければ何も付けない。